# Krithia
Krithia (in turco: Alçıtepe) è un villaggio vicino alla cresta di Achi Baba nella penisola di Gallipoli, in Turchia, precisamente nel distretto di Eceabat

## Storia
Nel corso della prima guerra mondiale nella penisola di Gallipoli avvenne una delle più cruente battaglie della guerra, la campagna dei Dardanelli (1915), rilevante perché fu l'operazione anfibia più importante del conflitto. L'operazione si risolse con il reimbarco forzato delle truppe dell'Intesa, dopo che avevano subito pesantissime perdite nel tentativo di occupare le trincee turche. Krithia venne più volte presa d'assalto dalle truppe dell'Intesa ma mai occupata.